# Jarno Korf
Jarno Korf (Almere, 1997) is een Nederlandse acteur, zanger en theaterproducent.

## Biografie
Als 14-jarige won Korf The Voice of Dronten met een zelf geschreven liefdesliedje. Hij studeerde in 2019 af aan de Frank Sanders Akademie voor Musicaltheater. Korf speelde onder meer de rol van Peter Pan in Peter Pan de Musical van Morssinkhof Terra Theaterproducties. Na zijn opleiding startte hij samen met muzikant Willem van Leunen een eigen productiebedrijf op.

### Laat Het Licht Aan
In zijn jeugd werd Korf seksueel misbruikt wat leidde tot psychische problemen. Over zijn ervaringen schreef Korf als afstudeerproject de voorstelling 'Laat het licht aan'. Na zijn afstuderen werd de voorstelling door Korf en Van Leunen verder uitgewerkt tot een theatervoorstelling voor scholen, onder regie van Herman Bolten. De voorstelling wordt onder andere ingezet in preventieprogramma's rondom depressie.
De voorstelling won twee prijzen:
- De Nederlandse Loterij in Beweging award 2022, voor het mentaal in beweging brengen van jongeren.[6]
- De Comenius-EduMedia-Medaillen, een Europese educatieve award voor het lesprogramma.[7]

### Op zoek naar...
In 2022 deed Korf mee met het programma ‘Op zoek naar Danny & Sandy’. Na de sing-off in de kwartfinale in week 5 viel hij af.

## Filmografie

### Musicals
| Musical              | Rol       | Producent                           | Jaar         |
| -------------------- | --------- | ----------------------------------- | ------------ |
| Peter Pan            | Peter Pan | Morssinkhof Terra Theaterproducties | 2019 - 2020  |
| 'Laat Het Licht Aan' | Jarno     | Throughout Productions              | 2020 - heden |

### Film en televisie
| Naam                         | Functie    | Resultaat            | Jaar        |
| ---------------------------- | ---------- | -------------------- | ----------- |
| Laat Het Licht Aan - De Film | Rol: Jarno | -                    | 2021        |
| Op Zoek Naar Danny & Sandy   | Deelnemer  | Kwartfinale (Show 5) | 2022 - 2023 |